# Stjärnorna (Lena Philipsson-låt)
Stjärnorna, skriven av Lena Philipsson och Torgny Söderberg, är en poplåt som Lena Philipsson framförde på det självtitulerade albumet Lena Philipsson 1995. Den var också med som filmmusik i filmen En på miljonen 1995.

## Singel
Singeln placerade sig som bäst på 29:e plats på den svenska singellistan.
Melodin testades på Svensktoppen, där den låg i tio veckor under perioden 7 oktober–9 december 1995, med andraplats som bästa placering där.

### Listplaceringar
| Lista (1995) | Topplacering |
| ------------ | ------------ |
| Sverige      | 29           |

## Coverversioner
Med text på finska, som Tähtien katse, spelade Arja Koriseva 1995 in en cover på sången.